# Christoph Koschel
Christoph Koschel (Hamburgo, 9 de abril de 1976) es un jinete alemán que compitió en la modalidad de doma.
Ganó una medalla de bronce en el Campeonato Mundial de Doma de 2010 y una medalla de plata en el Campeonato Europeo de Doma de 2011, ambas en la prueba por equipos.

## Palmarés internacional
| Campeonato Mundial | Campeonato Mundial         | Campeonato Mundial | Campeonato Mundial |
| Año                | Lugar                      | Medalla            | Categoría          |
| ------------------ | -------------------------- | ------------------ | ------------------ |
| 2010               | Lexington (Estados Unidos) | Medalla de bronce  | Por equipos        |
| Campeonato Europeo |                            |                    |                    |
| Año                | Lugar                      | Medalla            | Categoría          |
| 2011               | Róterdam (Países Bajos)    | Medalla de plata   | Por equipos        |